# بوستان زر
بوستان زر شهری در بخش مرکزی شهرستان فلاورجان در استان اصفهان ایران است.
این روستا در تاریخ ۲۷ تیر ۱۴۰۰ به شهر ارتقا یافت.
این شهر در فاصله ۱۶ کیلومتری شهر اصفهان و ۶ کیلومتری شهر فلاورجان قرار دارد.

## اماکن مذهبی
آستان امامزاده محمد بن عبدالله در شهر بوستان زر قرار دارد؛ مساحت کل بقعه برابر با ۳۵۰۰ متر مربع با زیربناء تقریبی ۳۰۰ متر مربع و دارای حسینیه به مساحت ۴۰۰ متر مربع می‌باشد و این امامزاده به گلزار شهداء و قبرستان عمومی همجواری دارد.

## کشاورزی
از جمله محصولات مهم این منطقه برنج لنجان است که در منطقه لنجانات کشت می‌شود.
در بیشتر مناطق کشاورزی و شالیکاری (به زبان محلی: تولِکی) هنوز به صورت سنتی و با دست انجام می‌گیرد. همچنین در این منطقه باغداری مرسوم است از جمله از محصولات باغی می‌توان به هلو، گیلاس، آلبالو، آلوچه و… نام برد.
با توجه به عدم صرفه اقتصادی کشاورزی مردم این منطقه دیگر شغل کشاورزی ندارند و عمدتاً در صنایع مشغول به کار هستند.

## جمعیت
بر پایه سرشماری عمومی نفوس و مسکن در سال ۱۳۹۵، جمعیت شهر بوستان زر برابر با ۷٬۱۰۹ نفر (۱٬۹۷۸ خانوار) بوده است.